# Aquulavelia
Aquulavelia – rodzaj pluskwiaków różnoskrzydłych z rodziny plesicowatych i podrodziny Microveliinae.
Rodzaj ten opisał w 1999 roku G. Thirumalai jako takson monotypowy. Kolejne dwa gatunki opisane zostały w 2013 roku przez H. Zettela. Nazwa nawiązuje do rodzaju Velia i łacińskiego aquula, co oznacza „małą wodę”.
Pluskwiaki o smukłym ciele długości od 2,3 do 3,1 mm. Dłuższe szczecinki występują na nasadowym członie czułków, udach, grzbiecie tułowia oraz tergitach i laterotergitach odwłoka. Odgięta z przodu głowa opatrzona jest dużymi, ulokowanymi blisko przedplecza oczami oraz długimi i nitkowatymi czułkami o drugim członie najkrótszym a czwartym najdłuższym. Znane osobniki są bezskrzydłe i u nich przedplecze przykrywa całe śródplecze oraz środek zaplecza. Krótki kanał bocznych ewaporatoriów gruczołów zapachowych kończy się wśród kępki szczecinek. Odnóża o długich, sierpowatych pazurkach i szczecinkowatych aroliach, u samca o przednich goleniach wyposażonych w krótkie, chwytne grzebienie. Boki odwłoka u samicy dość wypukłe, u samca zaś równoległe. Środkowe wgniecenie na pierwszym tergicie wyraźne, na sternitach bardzo wąskie. Genitalia są małe. Symetryczne paramery mają kształt smukły, sierpowaty. U obu płci spiczasty jest wierzchołek proktigeru. U samic gonokoksyty pierwszej pary są płytkowate.
Owady te zasiedlają pobrzeża górskich strumieni. Występują w Nepalu, Bhutanie i północno-wschodnich Indiach.
Należą tu 3 opisane gatunki:
- Aquulavelia lautereri Zettel, 2013
- Aquulavelia occulta Thirumalai, 1999
- Aquulavelia stehliki Zettel, 2013